# 8-я танковая армия
8-я танковая Краснознамённая армия — оперативное войсковое объединение в составе Вооружённых Сил СССР.

## История
Управление армии, первоначально 8-й механизированной, было сформировано вскоре после завершения Великой Отечественной войны на базе управления 52-й армии. Основой армии стали соединения и части реформируемых 13-й и 52-й армий. В отличие от шести танковых армий военных лет, 8-я, как и сформированная в составе Северной группы войск 7-я механизированная (будущая 7-я танковая) не имели почётного звания гвардейских, так как не участвовали в войне.
Первым командующим 8-й механизированной армии был назначен Герой Советского Союза генерал-полковник Николай Павлович Пухов.
В состав созданной 8-й механизированной армии вошли 4 дивизии:
- 23-я танковая Будапештская Краснознамённая, ордена Суворова дивизия (Овруч, Коростень, Лугины)
- 31-я танковая Висленская Краснознамённая, орденов Суворова и Богдана Хмельницкого дивизия (Жмеринка)
- 11-я гвардейская механизированная Ровенская Краснознамённая, ордена Суворова дивизия (Новоград-Волынский)
- 32-я гвардейская механизированная Бердичевская ордена Богдана Хмельницкого дивизия (Бердичев)

В октябре 1956 года части 11-я гвардейской механизированной Ровенской Краснознамённой, ордена Суворова дивизии, а также 100-й танковый полк 31-я танковой Висленской Краснознамённой, орденов Суворова и Богдана Хмельницкого дивизии приняли участие в событиях в Венгрии.
С 1957 года 8-я механизированная армия стала именоваться 8-й танковой армией. 11-я гвардейская механизированная Ровенская Краснознамённая, ордена Суворова дивизия была переформирована в 30-ю гвардейскую танковую Ровенскую Краснознамённую, ордена Суворова дивизию, 32-я гвардейская механизированная Бердичевская ордена Богдана Хмельницкого дивизия — в 41-ю гвардейскую мотострелковую Бердичевскую ордена Богдана Хмельницкого дивизию.
В 1960-х в составе армии была сформирована армейская ракетная бригада и отдельные ракетные дивизионы, которые вошли в состав танковых дивизий. 41-я гвардейская дивизия стала учебным соединением Прикарпатского военного округа, а 31-я танковая дивизия в 1968 г. была введена в Чехословакию, где осталась в составе Центральной группы войск.
На вторую половину 1980-х г.г. в состав 8-й ТА входили 23-я танковая Будапештская и 30-я гвардейская танковая Ровенская дивизии, а также части армейского подчинения.
В 1987 году оснащённая танками Т-55 23-я танковая дивизия была преобразована в учебную танковую дивизию, а в 1989 году — в 6065-ю базу хранения вооружения и техники.
На ноябрь 1990 года 8-я танковая армия располагала 539 танками (315 Т-55 и 224 Т-72), 151 БМП и БТР, 67 орудиями, миномётами и РСЗО.

## Состав на конец 1980-х гг
- управление командующего, штаб и 103-я отдельная рота охраны и обеспечения (г. Житомир)
- 23-я танковая Будапештская Краснознамённая, ордена Суворова дивизия[α] (г. Овруч)

Всего: 315 танков Т-55, 38 БМП-1, 15 БРМ-1К, 2 БТР-70, 12 БМ-21 «Град», 13 Р-145БМ, 3 Р-156БТР
- 30-я гвардейская танковая Ровенская Краснознамённая, ордена Суворова дивизия (г. Новоград-Волынский)

Всего: 224 танка Т-72, 51 БМП (36 БМП-2, 15 БРМ-1К), 24 БТР-70, 27 2С3, 16 миномётов 2С12, 12 РСЗО Град;
- 50-я танковая дивизия кадра[β] (г. Житомир)
- 199-я гвардейская ракетная Дрезденская ордена Александра Невского бригада[γ] (г. Новоград-Волынский) (три дивизиона ТРК «Точка», 12 Р-145БМ)
- 177-я ракетная бригада (пгт Емильчино)
- 138-я зенитная ракетная бригада (Шепетовка)
- 88-я бригада материального обеспечения (г. Житомир)
- 404-я артиллерийская бригада кадра (г. Новоград-Волынский)
- 1196-й реактивный артиллерийский полк (г. Новоград-Волынский)
- 441-й отдельный вертолётный полк /боевой и управления/ (Коростень) (35 Ми-24, 23 Ми-8)
- 513-й отдельный боевой вертолётный полк (Бердичев) (43 Ми-24, 21 Ми-8)
- 93-й отдельный полк связи (г. Житомир)
- 1156-й отдельный десантно-штурмовой батальон (г. Новоград-Волынский)
- 18-я отдельная вертолетная эскадрилья (г. Житомир) (7 Ми-8, 1 Ми-6, 3 Ми-24К, 3 Ми-24Р)
- 532-й отдельный понтонно-мостовой батальон (г. Радомышль)
- 1591-й отдельный инженерный дорожно-мостовой батальон (Новоград-Волынский)
- 983-й отдельный батальон РЭБ (г. Житомир)
- 664-й отдельный радиорелейно-кабельный батальон (г. Житомир)
- 54-й отдельный радиотехнический батальон ПВО (г. Житомир)
- 144-й отдельный батальон химической защиты (г. Новоград-Волынский)
- 1803-й отдельный батальон связи тыла (г. Житомир)
- отдельная рота спецназа ГРУ (с. Высокая Печь)
- 347-й узел связи (г. Житомир)
- 6066-я база хранения имущества (БХИ) (Новоград-Волынский)
- 4606-я база хранения военной техники (БХВТ) (Житомир)

## В составе ВСУ
1 декабря 1993 года 8-я танковая армия переименована в  8-й армейский корпус. Основу корпуса составила 30-я гвардейская танковая дивизия. В состав объединения вошла также 72-я механизированная Красноградская Краснознамённая дивизия, согласно указу Президента Украины дивизии было присвоено почетное наименование «Киевская».
Соединения и части, входившие в состав корпуса, дислоцировались на территории 5 областей — Житомирской, Львовской, Черниговской, Киевской и Сумской. Корпус расформирован в марте 2015 года.

## Командование
Командующие
- генерал-полковник Н. П. Пухов (июнь 1946 — февраль 1948)
- генерал-лейтенант танковых войск И. П. Корчагин (февраль 1948 — сентябрь 1950)
- генерал-лейтенант танковых войск А. С. Бурдейный (сентябрь 1950 — ноябрь 1953)
- генерал-полковник Д. Д. Лелюшенко (ноябрь 1953 — январь 1956)
- генерал-лейтенант танковых войск, с декабря 1956 генерал-полковник А. Х. Бабаджанян (май 1956 — февраль 1958)
- генерал-лейтенант танковых войск П. А. Белик (февраль 1958 — май 1960)
- генерал-майор танковых войск, с мая 1961 генерал-лейтенант танковых войск В. З. Бисярин (май 1960 — декабрь 1964)
- генерал-лейтенант танковых войск В. Ф. Котов (декабрь 1964 — январь 1967)
- генерал-лейтенант В. А. Меримский (январь 1967 — декабрь 1969)
- генерал-лейтенант А. М. Ямщиков (декабрь 1969 — май 1972)
- генерал-лейтенант танковых войск В. И. Иванов (май 1972 — декабрь 1975)
- генерал-майор танковых войск, с октября 1977 генерал-лейтенант танковых войск Н. М. Мокрополов (декабрь 1975 — январь 1979)
- генерал-майор танковых войск В. М. Шуралёв (январь 1979 — июль 1980)
- генерал-майор, с декабря 1982 генерал-лейтенант С. А. Суродеев (июль 1980 — июнь 1983)
- генерал-майор В. П. Садовников (июль 1983 — июль 1985)
- генерал-майор, с февраля 1988 генерал-лейтенант А. А. Головнёв (июль 1985 — июль 1988)
- генерал-майор, с октября 1989 генерал-лейтенант Л. С. Золотов (август 1988 — май 1990)
- генерал-лейтенант А. М. Торшин (май 1990 — июнь 1993)

Заместители командующего армии
Заместители командующего по боевой подготовке
- генерал-майор т/в Носов, Алексей Филиппович (19.11.1955 — 18.10.1957)[5].

## Награды
- Орден Красного Знамени — награждена 15 января 1974 года[3].